# 中森明穂
中森 明穂（なかもり あきほ、1966年10月12日 - 2019年5月27日）は、日本の元女優。
東京都清瀬市出身。6人兄弟・姉妹（2男4女）の末っ子で、1歳上の姉は歌手の中森明菜。

## 来歴
1987年、初仕事のラジオパーソナリティーを経て、テレビドラマ月曜ドラマランド『スケバン保母さん ツッパリ風雲録』と『赤ちゃんに乾杯!』に出演。当時の「GORO」や一部女性週刊誌では「穂」が旧字で「中森明穗」「明穗」という表記もあった。
1988年、セミヌードを含む写真集及びイメージビデオを発表。
2019年5月27日、肝硬変のため死去。52歳没(享年53歳)。

## 出演

### テレビドラマ
- 月曜ドラマランド・スケバン保母さん ツッパリ風雲録（フジテレビ系、1987年7月6日、主演）
- 赤ちゃんに乾杯!（TBS系、1987年10月10日 - 12月26日、主演は荻野目洋子、伊藤かずえ、富田靖子）

### 雑誌
- GORO（小学館、1987年9月24日、グラビア）
- 平凡パンチ（マガジンハウス、1988年10月27日、グラビア）
- FLASH（光文社、1988年11月22日、グラビア）

## 作品

### 写真集
- 「中森明穂写真集 1988夏」（白夜書房、1988年10月15日）

### ビデオ
- 「妹（いもうと）」（パワースポーツ、1988年11月）